# Livarde
Pour un article plus général, voir Voile (navire).

Voile à livarde sur un Optimist

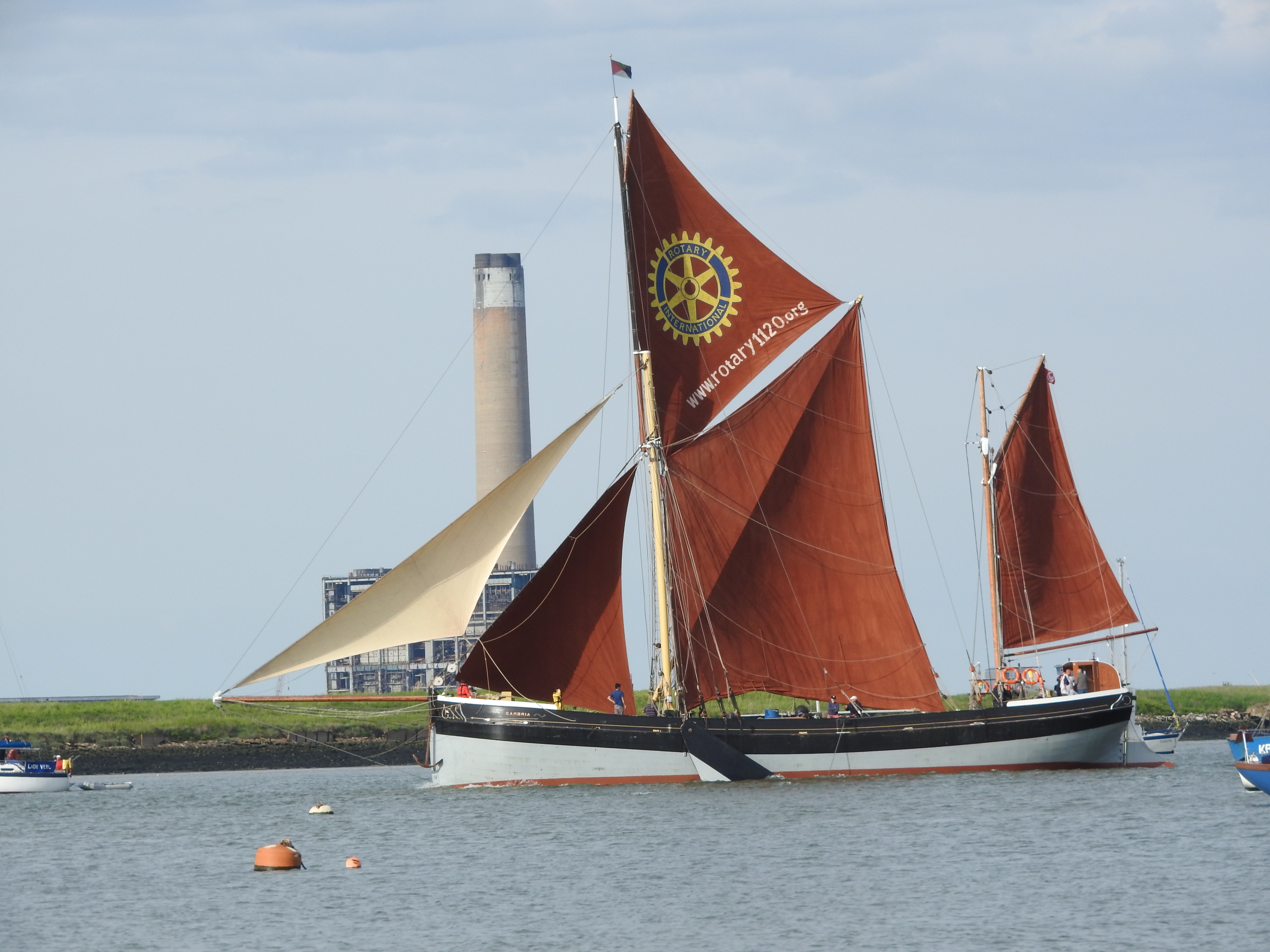
SB Cambria, une barge de la Tamise

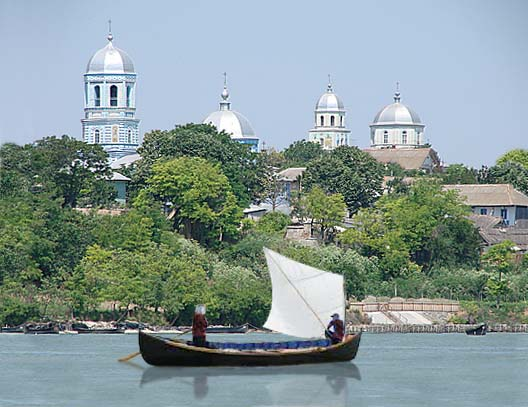
Voile à livarde sur une lotca en Roumanie

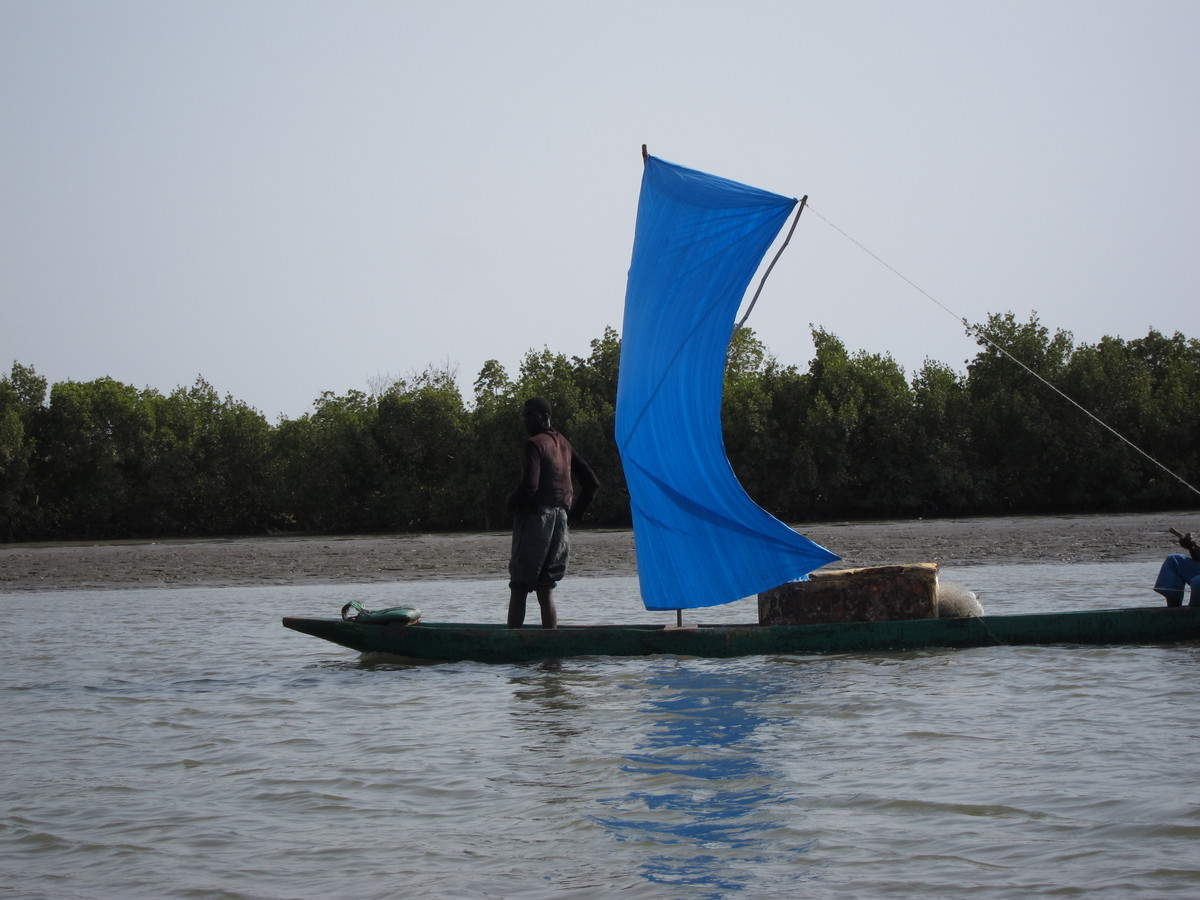
Voile à livarde sur une pirogue en Casamance

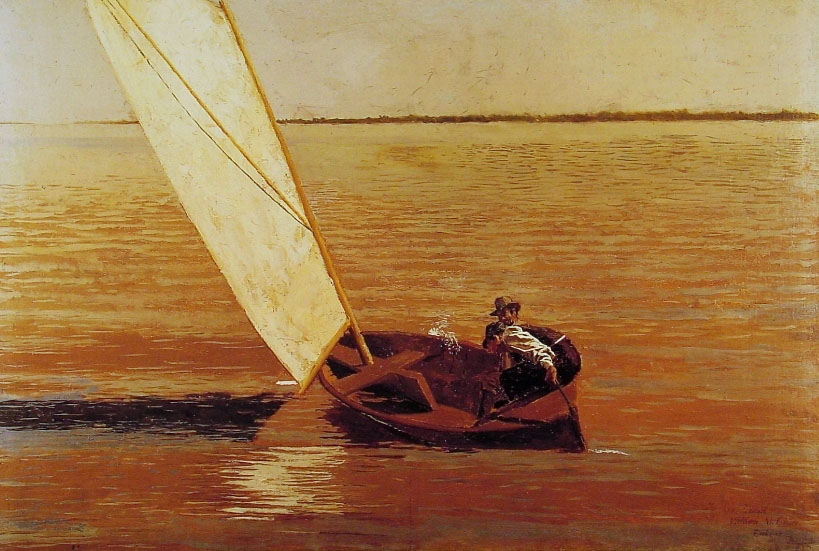
Voile à livarde sur un Delaware ducker - vers 1870-

Une livarde (parfois appelée balestron) est un espar, sorte de perche ou de vergue utilisée pour déployer une voile aurique généralement quadrangulaire. Il en existe de différents types. 
Le type de voile porté par cet espar est une voile à livarde, l'une des catégories des voiles auriques. 
C'est aussi, dans des gréements modernes, une poutre axée à l'emplanture du mât et permettant d'orienter en même temps la grand-voile et le foc.  

## Description
Sur de petites embarcations comme l'Optimist, l'unique voile, la grand-voile, est de type aurique ; le balestron est un espar en bois incliné approximativement de 30° à 45° par rapport au mât et servant à tendre cette grand-voile trapézoïdale. 
La livarde permet éventuellement (voir la pirogue de Casamance (Sénégal) ci-contre) de ne pas mettre de bôme sur la bordure de la voile, la rendant ainsi beaucoup plus simple à gréer et sans danger en cas d'empannage. La limite de ce gréement vient de ce qu'il faut gréer un bras en bout de livarde pour éviter que la voile ne se vrille de trop.
Pour ferler la voile, il suffit de relever la livarde contre le mât et d'assurer la voile.
Sur le  flèche, la voile placée au-dessus d'une voile à corne d'un gréement aurique, la bordure est parfois prolongée d'un court balestron qui déborde du pic de la grand-voile.
Les gréements de l'Optimist et de la pirogue sénégalaise s'approchent finalement du phare carré où la vergue, descendue le long du mât, est apiquée. Comme dit au paragraphe ci-dessus, la voile à corne d'un gréement aurique est l'aboutissement idéal de cette lente évolution. L'abandon de la vergue, de la corne, du balestron, de  la livarde a été permis par la création de mâts d'un seul tenant très élevés où s'est déployé avec un succès sans faille le gréement Marconi qui se caractérise par deux espars : le mât et la bôme et qui se contente d'une seule écoute frappée sous le vent.

### Balestron au sens moderne: Bôme de foc
Le Balestron (terme d'origine méditerranéenne , selon le dictionnaire de Bonnefous, à rapprocher du mot italien balestra signifiant arbalète), utilisé comme bôme de foc est peu employé sur les voiliers en vraie grandeur (gène et encombrement sur la plage avant) . On le rencontre cependant sur la trinquette de certains cotres et goélettes (trinquette bômée) et il a été utilisé ponctuellement sur les focs des bateaux de régate de 5M50 de la jauge Micro cup .
Le terme de balestron est également employé en voile radiocommandée pour désigner une bôme de foc, ou un espar pivotant supportant l'ensemble de la voilure.
Il permet un contrôle très fin de la forme du foc , de son vrillage et du très crucial couloir entre le foc et la grand-voile et donne , moyennant un bon dessin et un bon réglage, un petit plus au niveau performances, au prix d'un supplément de complexité. 
Son usage est plébiscité par les modélistes, en particulier les adeptes de la voile radiocommandée en effet , il garantit un passage correct du foc lors du virement de bord et facilite le couplage des écoutes de foc et de grand-voile gérées par un treuil ou un bras pivotant.
Il peut être articulé à son extrême avant (au point d'amure du foc) ou plus en arrière, à condition que l'articulation reste en avant du foyer aérodynamique du foc, c'est-à-dire, en pratique, en avant du premiers tiers de la bordure du foc , solution qui permet au bord d'attaque de mieux capter le vent en dehors des turbulences de l'étai avant. Des systèmes de balestron avec une articulation avant en arrière du point d'amure (classique) du foc pris sur le pont ont été aussi essayées. en théorie ce système permet d'avoir un foc plat aux allures de près serré et plus creux aux allures de largue.
Dans les voiliers modernes, c'est un système nouveau qui est censé faciliter l'orientation des voiles en synchronisant le réglage foc/grand-voile. Utilisé en course pour la première fois par Marc Pajot sur son voilier Elf-Aquitaine II, il n'eut que peu de successeurs en compétition. Ce procédé est actuellement[Quand ?] à l'étude aux Chantiers de l'Atlantique pour équiper des bateaux de grande dimension (transport et croisière) afin d'utiliser facilement l'énergie éolienne.

## Exemples de voiliers équipés d'une livarde
- L'Optimist
- Le gommier des Antilles
- Le sharpie de New Haven
- La Dame Périnelle de Savonnières
- La barge de la Tamise SB Cambria

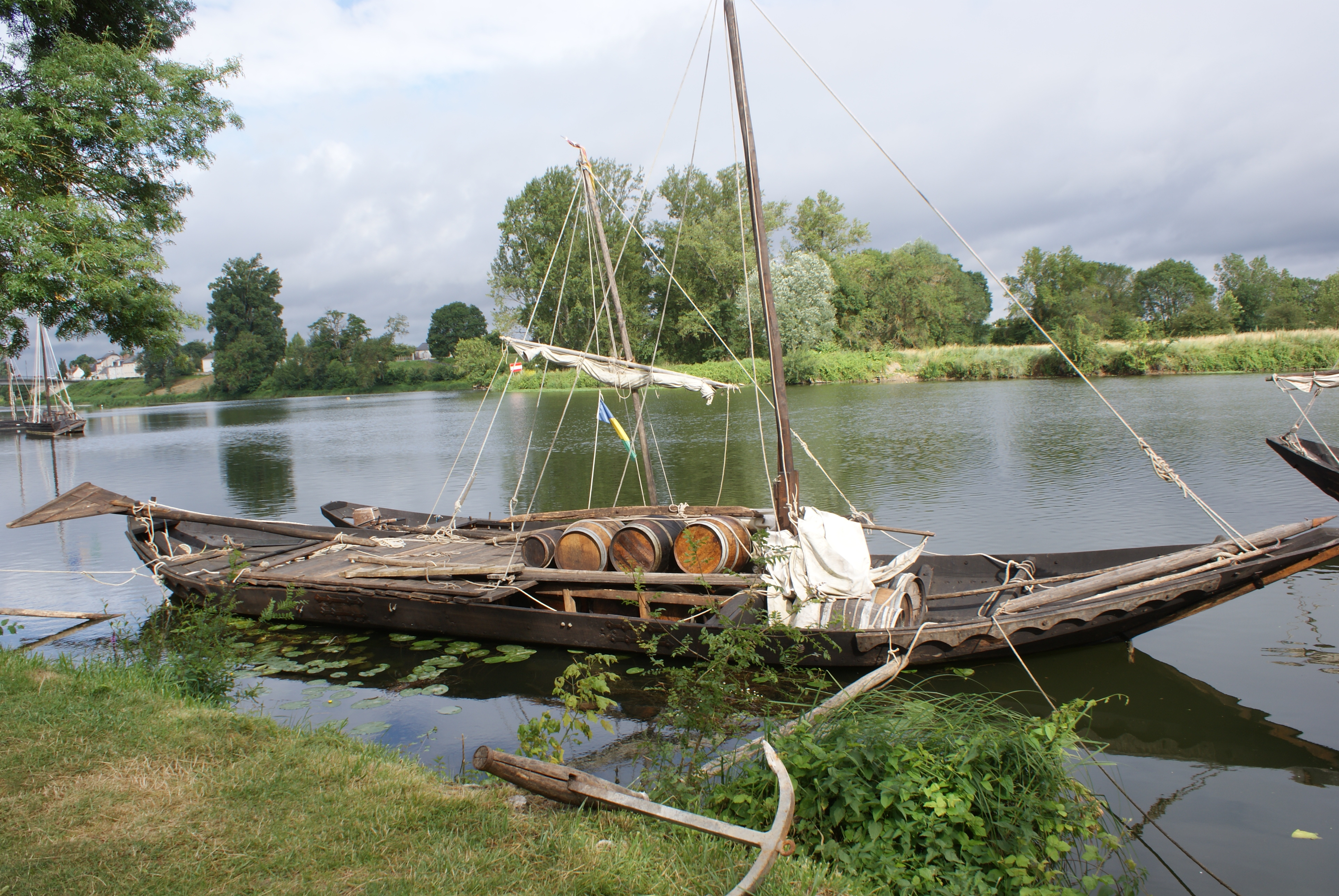
Dame Périnelle de Savonnières

- Elf-Aquitaine II, de Marc Pajot, chantier Multiplast